# Gare de Marcoing
La gare de Marcoing est une gare ferroviaire française située sur la commune de Marcoing, dans le département du Nord et la région Hauts-de-France). 
Gare fermée au service des voyageurs.

## Histoire
La gare est située sur la ligne Saint-Just-en-Chaussée - Douai et est à l'origine de l'ancienne ligne Marcoing - Masnières, longue de moins de deux kilomètres, qui rejoignait Masnières.

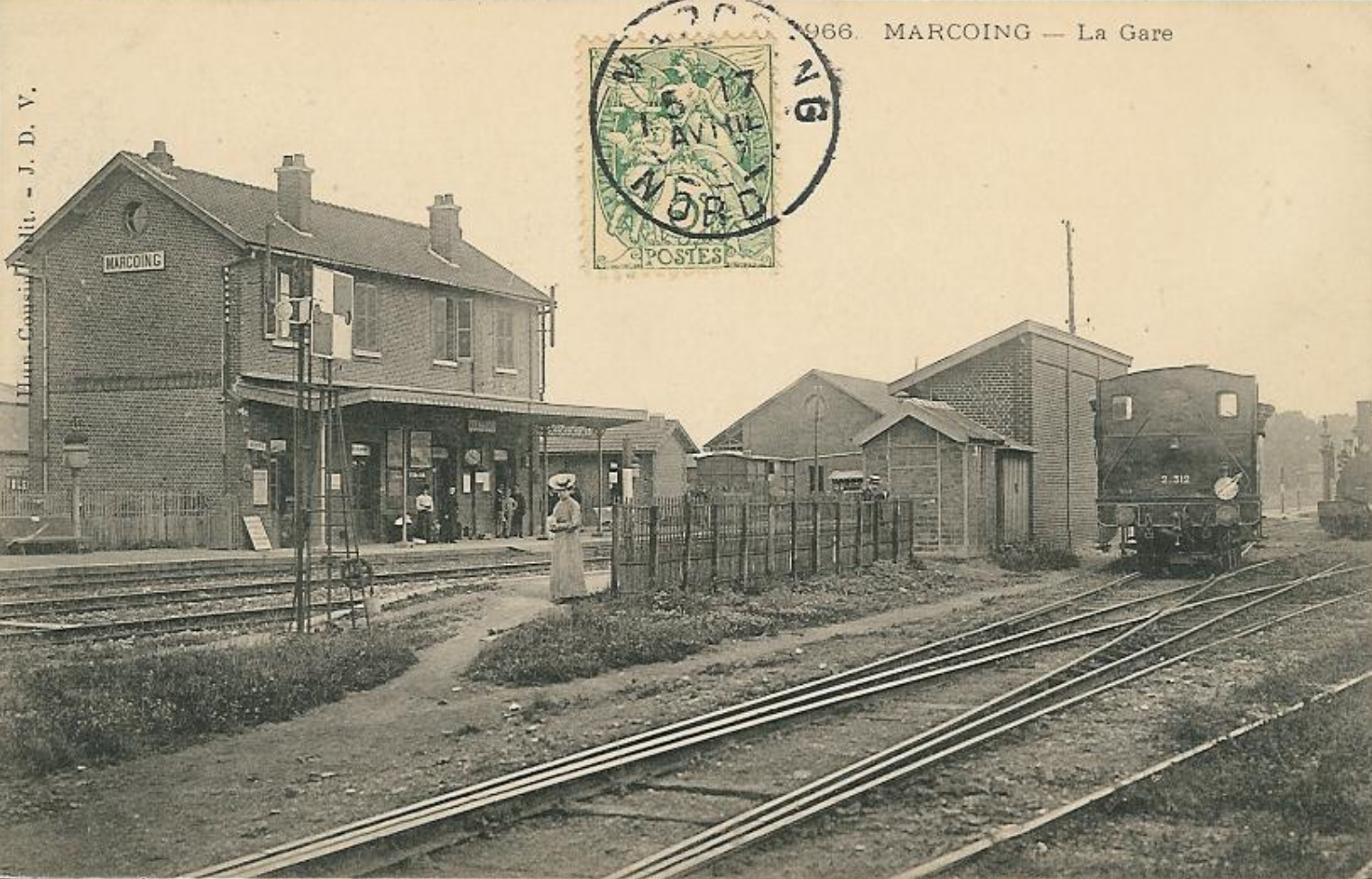
La gare.
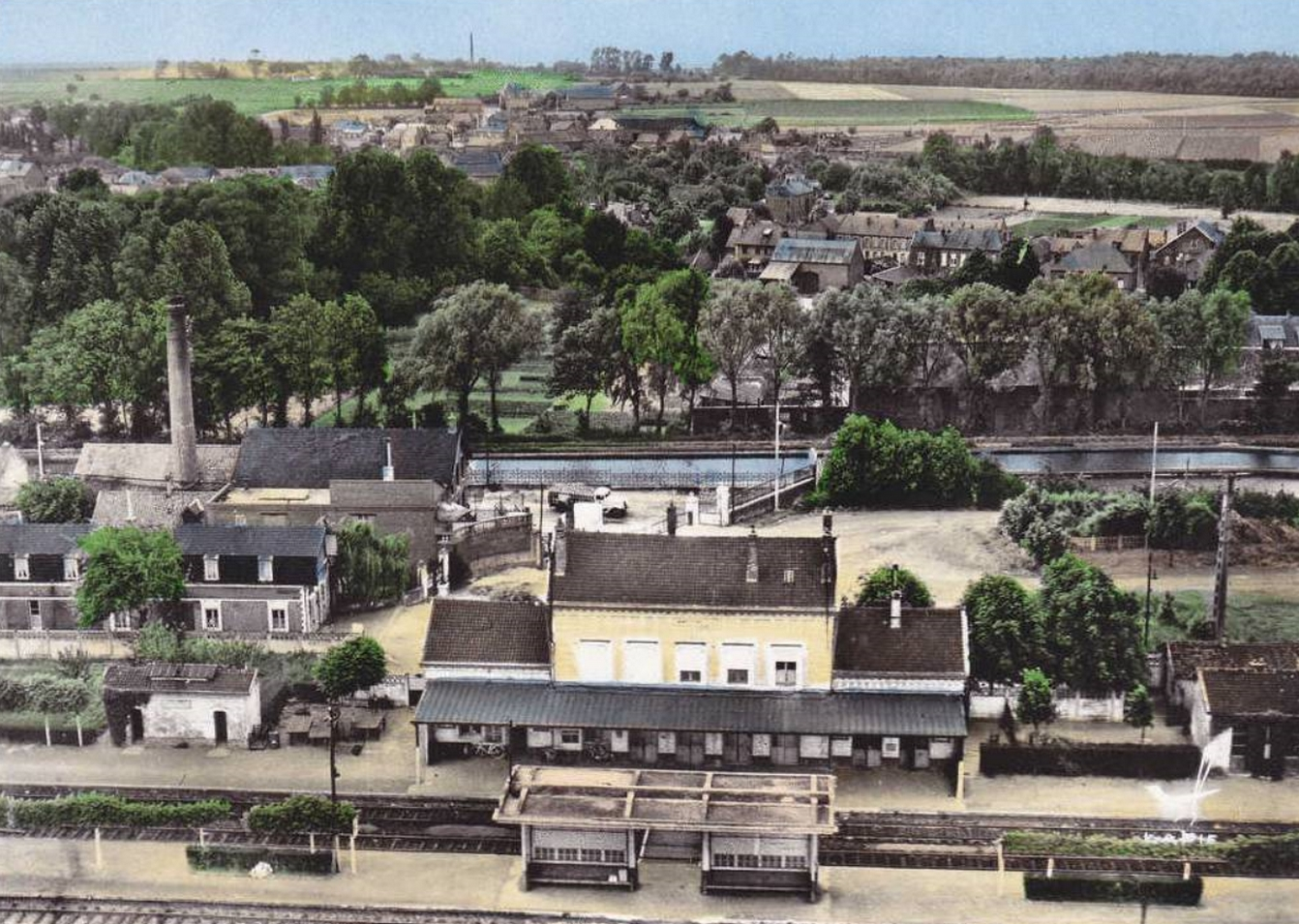
Vue aérienne en photochrome de la gare.
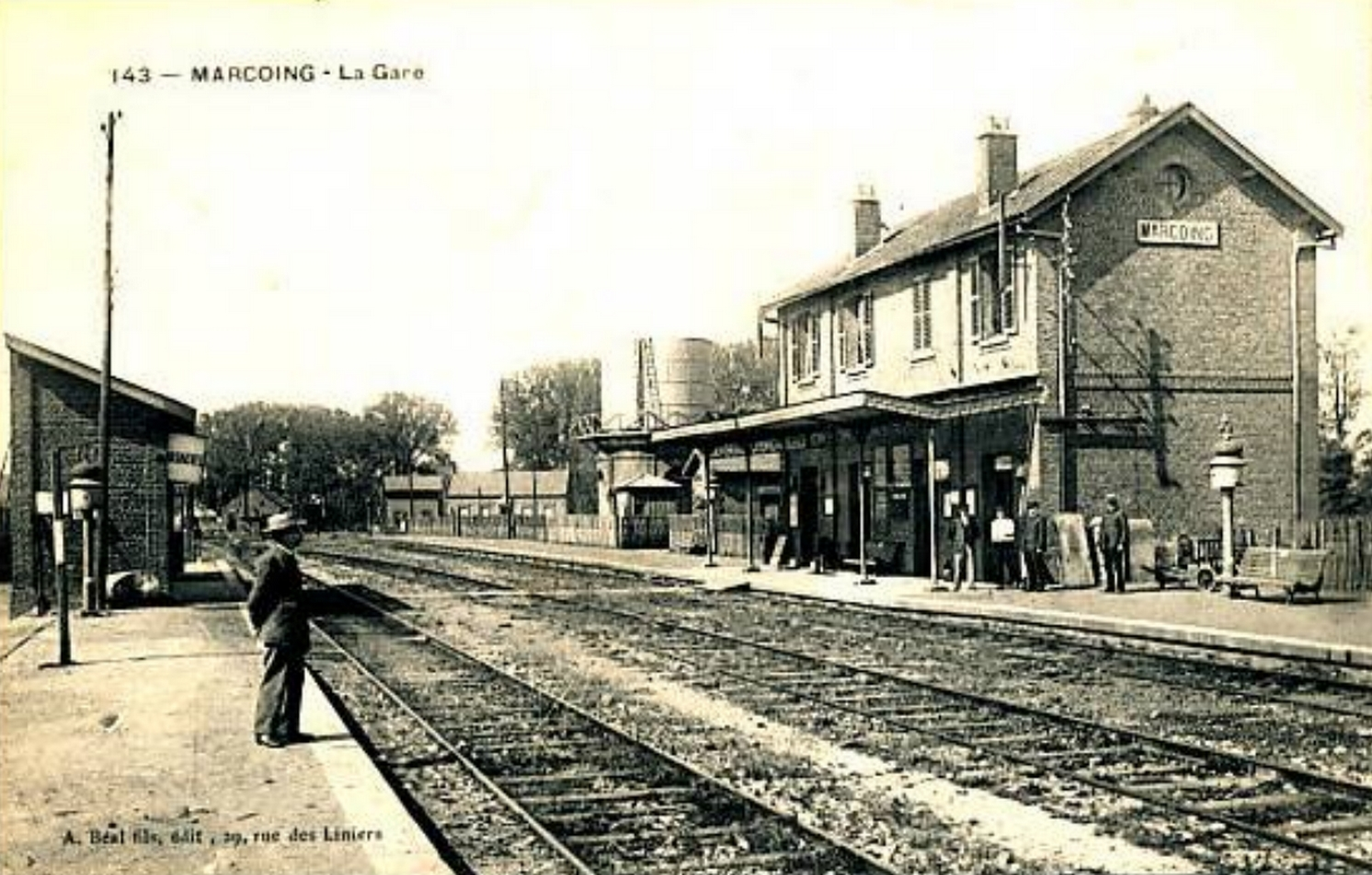
Vue intérieure de la gare.